# Elements of Life World Tour DVD
Elements of Life World Tour DVD es un álbum en vivo del disco Elements of Life, de DJ Tiësto. Se inicia con un tour alrededor del mundo, en el cual destacaron las presentaciones caracterizadas por los visuales de alta definición, arreglos pirotécnicos y espectáculos de luces. Para representar la temática del álbum, las presentaciones se estructuraron en cuatro fases: Earth, Water, Wind and Fire; cada una con su propia introducción e invitados especiales. El show se ha presentado en por lo menos cuarenta países con una asistencia considerable.
El concepto detrás de su más reciente álbum Elements of Life también sirvió de base para su gira mundial "Elements of Life World Tour ', que lo llevó por todo el mundo. Los cuatro elementos, tierra, agua, aire y fuego formaron el núcleo del concepto visual de la gira, con un nivel de producción nunca antes visto en la escena de la música de baile. El fascinante show incluyó efectos especiales de última generación, sistemas de agua en movimiento sincronizado con la música y pantallas de vídeo de alta definición. 3 camiones fueron necesarios para transportar esta configuración en todo el mundo. Combinado con su epopeya, sonido atmosférico, esto creó un impresionante espectáculo audiovisual increíble - que ha sido perfectamente captado en los elementos evocadores.

## Video listing
| Disc 1: Tiësto Elements of Life |                                                                   |          |  |
| N.º                             | Título                                                            | Duración |  |
| 1.                              | «Tiësto - Ten Seconds Before Sunrise»                             | 8:51     |  |
| 2.                              | «Deadmau5 - Not Exactly»                                          | 5:26     |  |
| 3.                              | «Tiësto featuring JES - Everything (Cosmic Gate Remix)»           | 5:50     |  |
| 4.                              | «Allure featuring Julie Thompson - Somewhere Inside»              | 6:42     |  |
| 5.                              | «Tiësto - Carpe Noctum (War Drum Mix)»                            | 7:36     |  |
| 6.                              | «Unity Street - Say Ho!»                                          | 4:50     |  |
| 7.                              | «James Doman vs. Red Carpet - Alright»                            | 6:47     |  |
| 8.                              | «Imogen Heap - Hide and Seek (Tiësto In Search of Sunrise Remix)» | 6:42     |  |
| 9.                              | «Soliquid - Music Is For Rich People (Mat Zo Remix)»              | 6:19     |  |
| 10.                             | «Tiësto - Bright Morningstar»                                     | 4:56     |  |
| 11.                             | «Miko - Muzaik (Marcus Schossow Remix)»                           | 6:51     |  |
| 12.                             | «Pascal Feliz - From Inside The Speaker (Part 1)»                 | 3:57     |  |
| 13.                             | «Starkillers - Killer»                                            | 5:28     |  |
| 14.                             | «Randy Boyer & Eric Tadla - Stemcell»                             | 5:12     |  |
| 15.                             | «Tiësto - Elements Of Life»                                       | 8:18     |  |
| 16.                             | «Breakfast - The Horizon»                                         | 6:10     |  |
| 17.                             | «Oliver Smith - Nimbus»                                           | 4:39     |  |
| 18.                             | «Carl B. - Life Can Wait»                                         | 5:42     |  |
| 19.                             | «Steve Forte Rio - A New Dawn (Extended Version)»                 | 5:31     |  |
| 20.                             | «Jedidja - Dancing Water»                                         | 5:21     |  |
| 21.                             | «D'Alt Vila - Breathing»                                          | 3:54     |  |
| 22.                             | «The Hidden Camera (Interview)»                                   |          |  |

| Disc 2: The Sound of Tiësto |                                                                                    |          |  |
| N.º                         | Título                                                                             | Duración |  |
| 1.                          | «Tiësto featuring Maxi Jazz - Dance4life (Freedom Mix)»                            | 8:20     |  |
| 2.                          | «Tiësto - Traffic»                                                                 | 4:32     |  |
| 3.                          | «Tegan and Sara - Back in Your Head (Tiësto Remix)»                                | 6:33     |  |
| 4.                          | «Tiësto featuring Christian Burns - In the Dark»                                   | 4:31     |  |
| 5.                          | «Tiësto featuring Charlotte Martin - Sweet Things (Tom Cloud Remix)»               | 6:19     |  |
| 6.                          | «Tiësto featuring BT - Love Comes Again»                                           | 6:06     |  |
| 7.                          | «Tiësto - Flight 643 (Richard Durand Remix)»                                       | 6:49     |  |
| 8.                          | «Tiësto - Lethal Industry»                                                         | 3:30     |  |
| 9.                          | «Delerium featuring Sarah McLachlan - Silence (Tiësto In Search of Sunrise Remix)» | 9:50     |  |
| 10.                         | «Tiësto - Adagio for Strings»                                                      | 6:21     |  |
| 11.                         | «Klaus Badelt - He's a Pirate (Tiësto Remix)»                                      | 5:41     |  |
| 12.                         | «Bart Claessen - First Light (Original Dub Mix)»                                   | 6:52     |  |
| 13.                         | «Cold Blue & Del Mar - 11 Days (Sebastian Brandt Remix)»                           | 7:08     |  |
| 14.                         | «Sean Tyas - Lift (Sean Tyas Rework)»                                              | 6:33     |  |
| 15.                         | «First State - Sierra Nevada»                                                      | 6:19     |  |
| 16.                         | «Airbase - Medusa»                                                                 | 5:37     |  |
| 17.                         | «Simon Patterson - Bulldozer»                                                      | 6:09     |  |
| 18.                         | «Gareth Emery - More Than Anything (Stoneface & Terminal Remix)»                   | 6:17     |  |
| 19.                         | «Nenes & Pascal Feliz - Platinum»                                                  | 4:03     |  |
| 20.                         | «Cass Fox - Touch Me (Mike Koglin vs Jono Grant Remix)»                            | 10:53    |  |
| 21.                         | «On The Road»                                                                      |          |  |

## Créditos
| Disc 1: Tiësto Elements of Life - "Tiësto - Ten Seconds Before Sunrise" - Written-By, Composed By: Tiësto, D.J. Waakop Reijers-Fraaij - "Deadmau5 - Not Exactly" - Written-By, Composed By: Joel Zimmerman - "Tiësto - Everything (Cosmic Gate Remix)" - Featuring: Jes - Remix: Cosmic Gate - Written-By, Composed By: Tiësto, D.J. Waakop Reijers-Fraaij, Jes - "Allure - Somewhere Inside" - Featuring: Julie Thompson - Composed By: D.J. Waakop Reijers-Fraaij, Julie Thompson, Tijs Verwest - Written-By: Julie Thompson, Tijs Verwest - "Tiësto - Carpe Noctum" - Written-By, Composed By: Tiësto, D.J. Waakop Reijers-Fraaij - "Unity Street - Say Ho!" - Written-By, Composed By: Keepon, Retsiem - "James Doman vs. Red Carpet - Alright" - Written-By, Composed By: Patrick Bruyndonx, Raffaele Brescia - "Imogen Heap - Hide And Seek (Tiësto's In Search of Sunrise Remix)" - Remix: Tiësto - Written-By, Performer, Producer: Imogen Heap - "Soliquid - Music Is For Rich People (Mat Zo Remix)" - Remix: Mat Zo - "Tiësto - Bright Morningstar" - Written-By, Composed By: BT, Tiësto - "Miko - Muzaik (Marcus Schössow Remix)" - Remix: Marcus Schössow - Written-By, Composed By: Reda Benembarek - "Pascal Feliz - From Inside The Speaker (Part 1)" - Written-By, Composed By: Pascal van Boxtel - "Starkillers - Killer" - Written-By, Composed By: Tinley, Seal - "Randy Boyer & Eric Tadla - Stemcell" - Written-By, Composed By: Eric Tadla, Randy Boyer - "Tiësto - Elements of Life" - Written-By, Composed By: Tiësto, D.J. Waakop Reijers-Fraaij, Geert Huinink - "Breakfast - The Horizon" - Written-By, Composed By: Casey Keyworth - "Oliver Smith - Nimbus" - Written-By, Producer: Oliver Smith - "Carl B. - Life Can Wait - Written-By, Composed By: Carl Barrdahl - "Steve Forte Rio - A New Dawn (Extended Version) - Written-By, Composed By: Daniel Joaquin, Steve Forte Rio - "Jedidja - Dancing Water" - Written-By, Composed By: D.J. Waakop Reijers-Fraaij, Tijs Verwest - "D'Alt Vila - Breathing" - Written-By, Composed By: Eliano Daviti, Roberto Scilatti | Disc 2: The Sound of Tiësto - "Tiësto - Dance4Life (Freedom Mix)" - Composed By: Tiësto, D.J. Waakop Reijers-Fraaij - Written-By, Featuring: Maxi Jazz - "Tiësto - Traffic" - Written-By, Composed By: Tiësto - "Tegan & Sara - Back In Your Head (Tiësto Remix)" - Remix: Tiësto - Written-By, Composed By:Sara Quin, Tegan Quin - "Tiësto - In The Dark" - Featuring: Christian Burns - Written-By, Composed By: Christian Burns, Tiësto - "Tiësto - Sweet Things (Tom Cloud Remix)" - Featuring: Charlotte Martin - Remix: Tom Cloud - Written-By, Composed By: BT, Charlotte Martin, Tiësto - "Tiësto - Love Comes Again" - Featuring: BT - Written-By, Composed By: BT, Tiësto - "Tiësto - Flight 643 (Richard Durand Remix)" - Remix: Richard Durand - Written-By, Composed By: Tiësto - "Tiësto - Lethal Industry" - Written-By, Composed By: Tiësto - "Delerium - Silence (Tiësto's In Search of Sunrise Remix)" - Featuring: Sarah McLachlan - Remix, Producer [Additional]: Tiësto - Written-By, Composed By: Bill Leeb, Rhys Fulber, Sarah McLachlan - "Tiësto - Adagio For Strings" - Producer, Arranged By: Tiësto - Written-By, Composed By: Samuel Barber - "Klaus Badelt - He's A Pirate (Tiësto Remix)" - Music By: Geoffrey Zanelli, Hans Zimmer, Klaus Badelt - Remix, Producer [Additional]: Tiësto - "Bart Claessen - First Light (Original Dub Mix)" - Composed By: Bart Claessen - Written-By: Adrian Broekhuyse, Raz Nitzan - "Cold Blue & Del Mar - 11 Days (Sebastian Brandt Remix)" - Remix: Sebastian Brandt - Written-By, Composed By - Pedro Del Mar, Tobias Shuh - "Sean Tyas - Lift (Sean Tyas Rework)" - Written-By, Composed By: Sean Tyas - "First State - Sierra Nevada" - Written-By, Composed By: Ralph Barendse, Sander van der Waal - "Airbase - Medusa" - Written-By, Producer: Jezper Söderlund - "Simon Patterson - Bulldozer" - Written-By, Producer: Dave Parkinson, Simon Patterson - "Gareth Emery - More Than Anything (Stoneface & Terminal Remix)" - Remix: Stoneface & Terminal - Written-By: Gareth Emery, Roxanne Emery - "Nenes & Pascal Feliz - Platinum" - Written-By, Producer: Nenes, Pascal Feliz - "Cass Fox - Touch Me (Mike Koglin vs. Jono Grant Remix)" - Remix: Jono Grant, Mike Koglin - Written-By, Composed By: Cass Fox, Rui Da Silva |

- Datos: Q5829163